# Cyro dos Anjos
Cyro Versiani dos Anjos, född 5 oktober 1906, död 4 augusti 1994, var en brasiliansk författare.
Bland dos Anjos verk märks romanernna O amanuense Belmiro (1946), Abdias(1945), Montanha (1956) samt den självbiografiska barndomsskildringen Explorações no tempo (1952).